# Arteria carotis externa
Arteria carotis externa er en stor arterie der forsyner ansigtet, halsen, hjernens dura mater og en række andre strukturer relateret til den forreste del af kraniet. Den udspringer fra Arteria carotis communis samme sted som Arteria carotis interna, på den øvre kant af skjoldbrusken.

## Forløb
Fra dens udspring i A. carotis communis bevæger arterien sig op ad ramus af underkæbebenet til et slutpunkt omkring collum mandibulae hvor den deler sig i arteria temporalis superficialis og arteria maxillaris inde i glandula parotidea. Den løber først anteromedialt for arteria carotis interna, men svinger hurtigt lateralt for at ligge mere overfladisk. Den krydses undervejs af nogle muskler, men kan under hele sit forløb let palperes.

### Relationer
Arteria carotis externa er dækket af hud, superficiel fascie, musculus platysma, dyp fascie og den anteriore del af musculus sternocleidomastoideus. Under disse krydses den af nervus hypoglossus, venerne thyroidea superior, facialis communis, lingualis, samt musculus digastricus og stylohyoideus.
Medialt ligger tungebenet, svælget, nervus laryngeus superior samt en medial del af glandula parotidea efter arteriens indgang i denne.
Lateralt for arterien, i starten af dens forløb, ligger dens søskendearterie, arteria carotis interna.

### Afgreninger
Arterien har mange afgreninger, de er her i samme rækkefølge som deres afstand fra carotis externa's udspring.
- Fra forsiden af arterien:
  1. Arteria thyroidea superior
  2. Arteria lingualis
  3. Arteria facialis
- Fra bagsiden af arterien:
  1. Arteria pharyngea ascendens
  2. Arteria occipitalis
  3. Arteria auricularis posterior
- Deler sig i to arterier ved sin ende:
  1. Arteria temporalis superficialis
  2. Arteria maxillaris